# 2013-2014 SHIN HYE SUNG CONCERT "THE YEAR'S JOURNEY"
2013-2014 SHIN HYE SUNG CONCERT "THE YEAR'S JOURNEY"은 신화의 멤버 신혜성의 열 번째 콘서트 투어이다.

## 투어 일정
| 일정             | 도시 | 국가     | 장소                   |
| ---------------- | ---- | -------- | ---------------------- |
| 2013년 12월 30일 | 서울 | 대한민국 | 경희대학교 평화의 전당 |
| 2013년 12월 31일 | 서울 | 대한민국 | 경희대학교 평화의 전당 |

## 세트 리스트
- Opening Prelude Show -
- 12월의 끝
- 생각해봐요
- 그대라서

- Ment -
- 왜 전화했어

- VCR #1 -
- 봉숙이[2]

- Ment + Band Introdution (30일) -
- 뜨거운 안녕[3]
- September[4]
- EX-MIND

- Ment -
- 풍문으로 들었소[5]
- 중심[6]

- VCR #2 -
- 가리워진 길[7]
- 너에게 전하지 못한 말
- 바람이 분다[8]
- 챠우차우[9]
- Stay

- Ment + Band Introdution (31일) -

- VCR #3 -
- This Love
- 난 알아요[10]

- Ment + 2014 Countdown (31일) -

- 별을 따다
- Gone Today

- Ment -
- 너 없인
- 끝인사
- Good Night (Outro)

- Encore -
- 나는 나비[11]